# La Mémoire en sursis
Pour plus de détails, voir Fiche technique et Distribution.
La Mémoire en sursis ou L'Effet Delphi (Kiss Me Deadly) est un téléfilm germano-américain réalisé par Ron Oliver, sorti en DVD en 2009 et diffusé en France à la télévision en 2011.

## Synopsis
Des années après la chute du mur de Berlin, un ancien agent du KGB, devenu photographe en Italie, à Milan, est forcé de reprendre du service lorsque Marta, son ancienne partenaire devenue amnésique, réapparait après 17 ans et tente de fuir un groupe d'assassins psychotiques...

## Fiche technique
- Titre : La Mémoire en sursis / L'Effet Delphi
- Titre Original : Kiss Me Deadly
- Réalisation : Ron Oliver
- Scénario : George Schenck Frank Cardea
- Budget : 5 000 000 $
- Pays :  Allemagne,  États-Unis
- Langue : anglais
- Genre : action, thriller
- Durée : 87 minutes

## Distribution
- Robert Gant (VF : Xavier Fagnon) : Jacob Keane
- Shannen Doherty (VF : Anne Rondeleux) : Marta
- Fraser Brown (VF : Alexis Victor) : Jared
- John Rhys-Davies (VF : Vincent Grass) : Yale Ericson
- Nathan Whitaker : Paolo
- Katherine Kennard : Kyra
- Alessandra Muir (VF : Clara Quilichini) : Julia
- Matthew Sunderland : Vigo
- Ian Roberts : Fredrick
- Alastair Lumsden : Raphael
- Elizabeth Hawthorne : Jillian
- Coll Cooper : Kozlenko
- Helene Wong : Megan
- Paul Ellis (VF : Olivier Chauvel) : l'agent Henry
- Sheena Cooper : Sophia

 Source et légende : version française (VF) sur RS Doublage